# النوبة (يريم)

تعديل مصدري - تعديل

النوبة محلة تابعة لقرية العر، التابعة لعزلة عبيدة بمديرية يريم إحدى مديريات محافظة إب في الجمهورية اليمنية.، بلغ تعداد سكانها 24 حسب تعداد اليمن لعام 2004.